# أورفيل دي. كوشران
أورفيل دي. كوشران هو محامي وسياسي أمريكي، ولد في 10 مارس 1871، وتوفي في 30 يناير 1948.